# Wojewoda (funkcja w korporacji akademickiej)
Uzasadnienie: lokalne znaczenie, występuje tylko w tej korporacji
Wojewoda – funkcja (szarża) w Polskiej Korporacji Akademickiej Jagiellonia, zwierzchnik i opiekun renonsów (niepełnoprawnych członków korporacji).
Zadaniem wojewody jest przygotowanie renonsów do wejścia w szeregi pełnoprawnych członków korporacji – semestrantów. W tym celu podczas spotkań zwanych fuksówkami zapoznaje kandydatów z ideą, historią, prawami i zwyczajami korporacji. Pełni nad renonsami ogólne zwierzchnictwo i opiekę, w tym kontroluje ich postępy w nauce i wyrobieniu życiowym oraz należyte prowadzenie się. Funkcja wojewody uważana jest za wymagającą i zaszczytną.
Odpowiednikiem wojewody w innych korporacjach przeważnie jest olderman lub rzadziej starosta (K! Respublica, K! Magna Polonia Vratislaviensis).